# Onobrychis stenorhiza
Onobrychis stenorhiza är en ärtväxtart som beskrevs av Dc. Onobrychis stenorhiza ingår i släktet esparsetter, och familjen ärtväxter. IUCN kategoriserar arten globalt som livskraftig. Inga underarter finns listade i Catalogue of Life.

## Bildgalleri

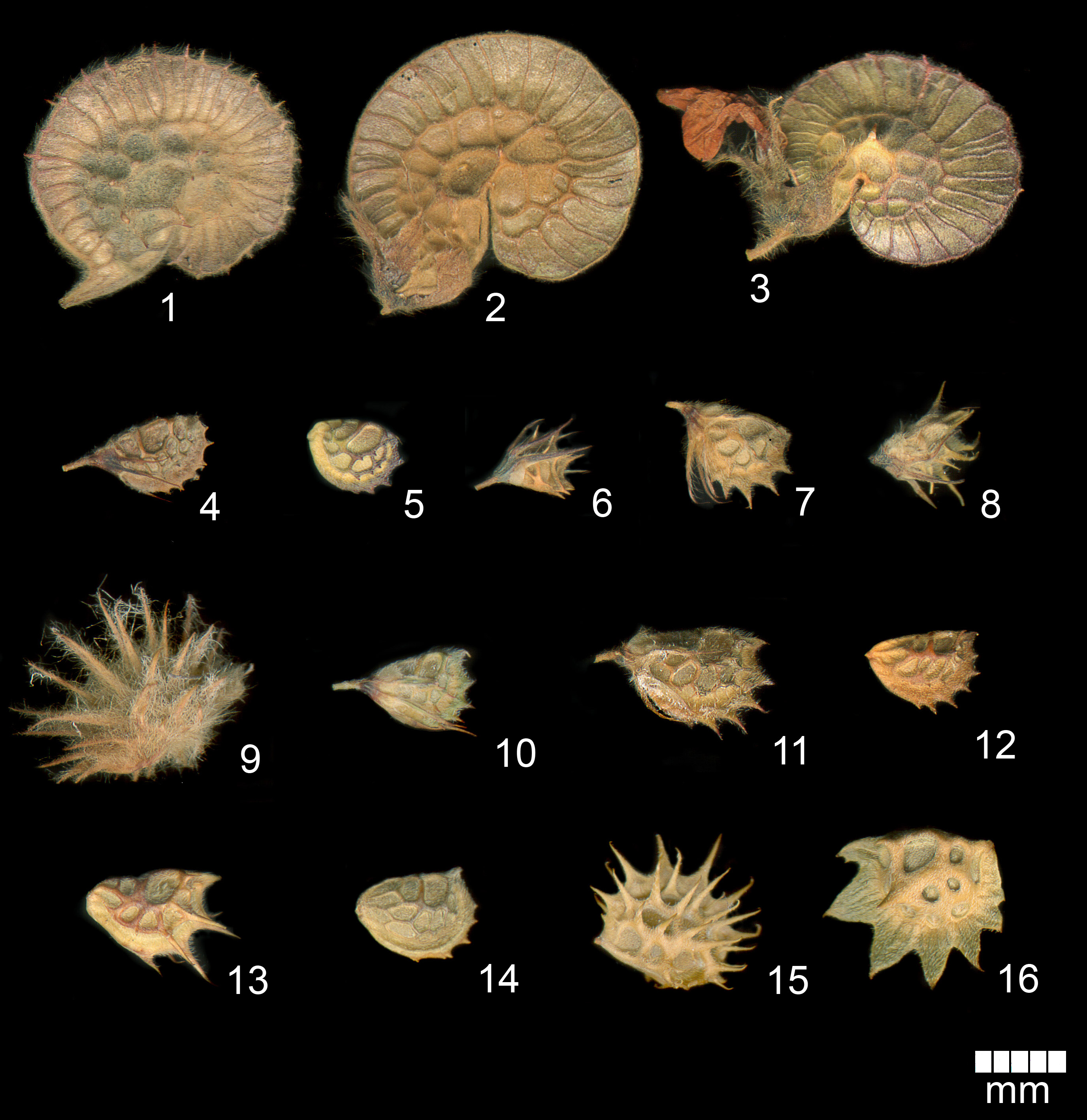